# Clásica de San Sebastián 1987
La 7º edición de la Clásica de San Sebastián se disputó el 12 de agosto de 1987, por un circuito por Guipúzcoa con inicio y final en San Sebastián, sobre un trazado de 244 kilómetros. 
El ganador de la carrera fue el español Marino Lejarreta (Seat-Orbea), que se impuso en solitario en la llegada a San Sebastián. Los también españoles Ángel Arroyo (Reynolds-Pinarello) y Federico Etxabe (BH) fueron segundo y tercero respectivamente.
Ésta era la tercera victoria de Lejarreta en esta prueba. Hasta la fecha, es el único corredor que ha ganado tres ediciones de la clásica vasca. 

## Clasificación final
| Posición | Ciclista             | Equipo             | Tiempo   |
| -------- | -------------------- | ------------------ | -------- |
| 1        | Marino Lejarreta     | Seat-Orbea         | 6h19'19" |
| 2        | Ángel Arroyo         | Reynolds-Pinarello | a 28"    |
| 3        | Federico Etxabe      | BH                 | s.t.     |
| 4        | Erik Breukink        | Panasonic-Isostar  | a 1'02"  |
| 5        | José Recio           | Kelme              | s.t.     |
| 6        | Jesús Blanco Villar  | Teka               | s.t.     |
| 7        | Ángel Camarillo      | Teka               | s.t.     |
| 8        | Teun van Vliet       | Panasonic-Isostar  | a 1'12"  |
| 9        | Adri van der Poel    | PDM-Concorde       | s.t.     |
| 10       | Pello Ruiz Cabestany | Seat-Orbea         | s.t.     |